# زمین‌لرزه ۲۰۰۱ گجرات
زمین‌لرزه گجرات  در تاریخ ۲۶ ژانویه ۲۰۰۱ میلادی، برابر با ‎۷ بهمن ۱۳۷۹، ساعت ۳:۱۶:۴۰ به زمان یوتی‌سی در هند ، منطقه گجرات رخ داد. ژرفای این زلزله ۱۶ کیلومتر بود، و بزرگی آن ۷٫۶ در مقیاس Mw اعلام شده‌است. زمین‌لرزه به وقت محلی در روز جمعه، ساعت ۸٫۵ روی داده و منطقه زمانی آن یوتی‌سی +۵٫۵ بوده‌است .
سازمان زمین‌شناسی آمریکا نیز رومرکز این زمین‌لرزه را در مختصات ۲۳°۲۵′۰۸″شمالی ۷۰°۱۳′۵۵″شرقی / ۲۳٫۴۱۹°شمالی ۷۰٫۲۳۲°شرقی و ژرفای آنرا در ۱۶ کیلومتر گزارش کرده‌است. بزرگی برگزیدهٔ این سازمان از میان بزرگیهای محاسبه‌شدهٔ مختلف ۷٫۷ در مقیاس Mw بوده و از دید اثر، در میان چهار دسته‌بندی «نامحسوس»، «محسوس»، «زیان‌آور» یا «با تلفات»، زلزله را «با تلفات» اعلام کرده‌است.نزدیک به ۳۳۹۰۰۰ ساختمان در زمین‌لرزه خراب شده‌است.
پروژهٔ «تنسور گشتاور مرکزوار» زاویه‌های (راستا، شیب، ریک) گسل سازندهٔ زمین‌لرزه و صفحه عمود بر آنرا (°۲۹۸، °۳۹، °۱۳۶) یا (°۶۶، °۶۴، °۶۰) و نوع گسل را «معکوس» فرارسانده‌است.
شمار کشتگان زلزله حدود ۲۰۰۲۳ نفر بوده‌است.تعداد زخمیان ۱۶۶۸۳۶ نفر برآورده شده‌است.بی‌خانمان شدگان نیز ۱۷۹۰۰۰۰ نفر اعلام شده‌است.